# Jan P. Syse
Jan Peder Syse (Nøtterøy, 25 de novembro de 1930 – Oslo, 17 de setembro de 1997) foi um advogado e político norueguês. Primeiro-ministro de seu país entre 1989 e 1990. Foi deputado durante mais de 25 anos, até sua morte por hemorragia cerebral em 17 de setembro de 1997.